# Physogaleus

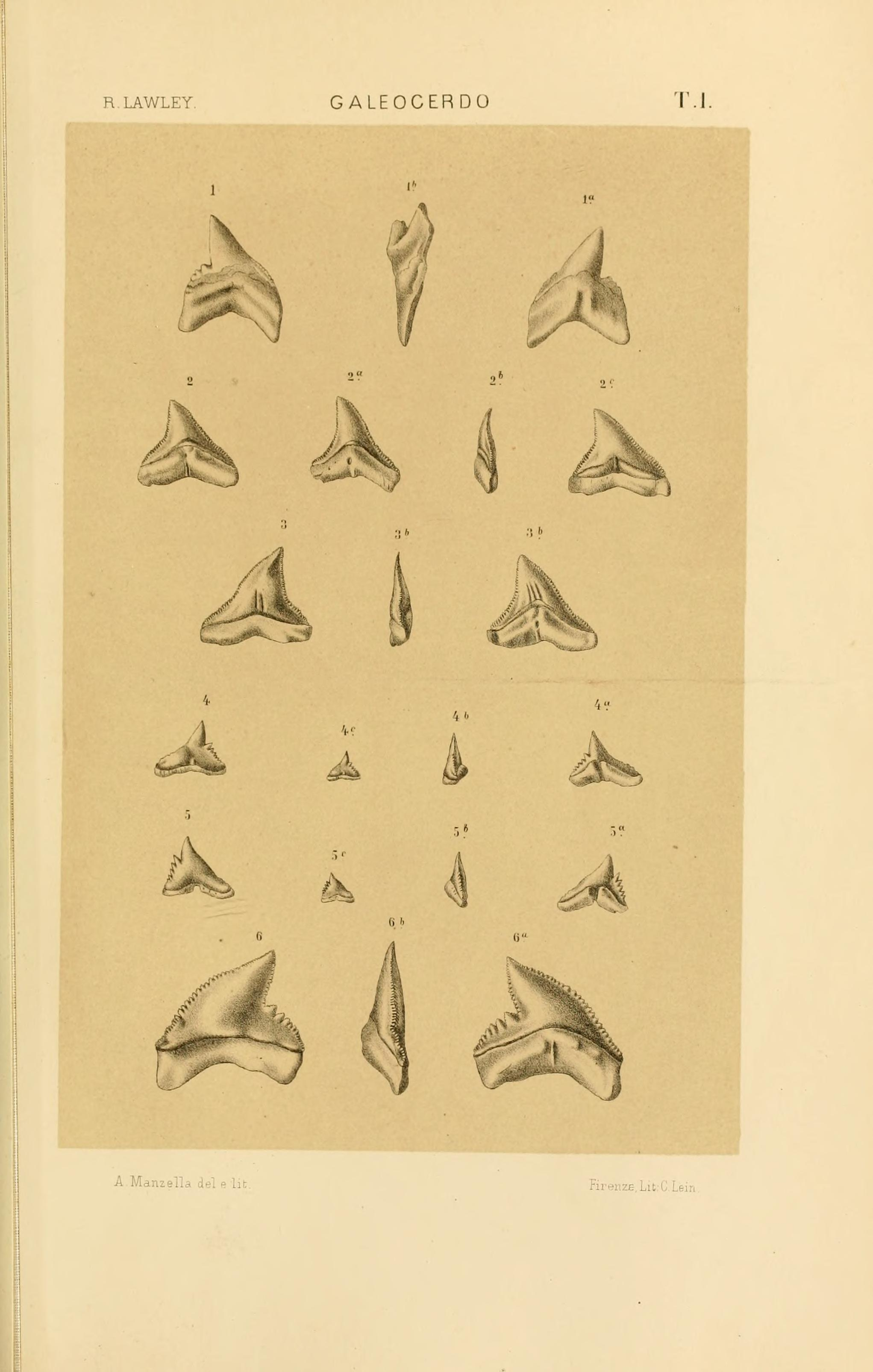
Estudios comparativos de peces fósiles con peces vivos de los géneros Carcharodon, Oxyrhina y Galeocerdo.

Physogaleus era un tiburón prehistórico pequeño que vivió en el Eoceno.

## Descripción
El Physogaleus solo se sabe de sus fósiles de dientes y de su vértebra aislada.
Tenía los dientes similares al tiburón de tigre moderno, pero más pequeño. Sea de hecho pensado para ser un tipo de tiburón de tigre (Galeocerdo). Aun así, debido a las muchas diferencias más pequeñas en los dientes de tiburón, ha sido movido a su propio genera.
Sus dientes eran más pequeños que los tiburones tigre, también no tienen los cuchillos pesados, y es esbelto y torcido hacia la corona. Esto indica que probablemente tuvieron una dieta de peces óseos, similar al tiburón tigre de arena actual.

## En la cultura popular
Está presentado en la adaptación de libro de la serie de BBC Monstruos de Mar (2003), un Spin-off a Caminando entre Dinosaurios (1999). En el libro, intento robar la matanza de un Basilosaurus, sin resultados, también ha aparecido en Caminando entre Bestias, en los shows se parece a un Galeo alargado moderno.